# Tim Welvaars
Tim Welvaars (* 1951 in Amsterdam) ist ein niederländischer Jazzmusiker, der als Mundharmonikaspieler bekannt wurde.

## Leben und Wirken
Welvaars, der zunächst Klavier lernte, begann seine Laufbahn als Unterhaltungsmusiker in Amsterdam, Nizza und Tel Aviv. 1986 machte er einen Abschluss als Jazz-Saxophonist am Konservatorium Hilversum. Durch seinen Lehrer Jerry van Rooyen lernte er 1988 Toots Thielemans kennen, der für ihn nach seiner eigenen Webseite eine Guru-Funktion hatte. Er arbeitete als Studiomusiker oder Solist mit Stevie Wonder, Barbara Morrison, Ray Brown, Kenny Burrell, Lee Ritenour, Ricky Lawson, Roy Hargrove, Earl Palmer, Matt Herskowitz, dem London Symphonic Orchestra, dem Metropole Orkest, Bert van den Brink, Hein van de Geyn, Ralph Rousseau, Ilse Huizinga und Jan Akkerman. Bisher hat er 24 Alben, davon viele unter eigenem Namen, eingespielt.

## Diskographische Hinweise
- Harmonica-Holic 1 (2000)
- Colors of the Wind (BMG 1996);
- Intimacy (2009 mit Bert van den Brink, Josee Koning, Hein van de Geyn, Eddie Conard)